# Nakany Kanté
Nakany Kanté né en 1992 à Siguiri, est une chanteuse guinéenne.

## Biographie
Nankany née en haute guinée précisément à Siguiri. Elle fait partir de l'ethnie malinké et depuis petite pidolava avec sa mère à la rue de Siguirí, près du Mali.

## Parcours
Nakany a fait une bonne partie de sa carrière artistique en Catalogne.
Dès son plus jeune âge, il mendiait avec sa mère dans les quartiers de Siguirí, et parallèlement elle se plaisait à chanter en langue malinké ou en soussou.
Quand elle avait 12 années, allé rejoint la capitale Conakry.
Elle y rencontre son mari, le percussionniste de Sabadell Daniel Aguilar. Il est membre depuis l'âge de huit ans, mais c'est lorsqu'il a déménagé à Sabadell à Barcelone[Quoi ?] en 2009 que son talent a émergé.
En Espagne, il a commencé sa carrière artistique avec le groupe de musique barcelonais d'Afrique de l'Ouest, Kenkeliba, et a collaboré avec le groupe barcelonais malien Banan Kaló de Wassulu music, la française Adiaratou Diabaté et le maître guinéen Koungbana Condé.
En 2011, il a participé au projet de visibilité des artistes africains en Catalogne, Afroesfera, qui a abouti à l'exposition Afromúsiques avec les artistes africains les plus représentatifs vivant ici,.
En 2012, il participe à la série de concerts Diversons, musique pour l'intégration. Son premier album, de 2014, s'appelait Saramaya,. Il a également réalisé l'album Naka (2016) et Barra (2017), bien que ce dernier semble être un pirate,. En 2020, il sort son troisième/quatrième album, De Conakry à Barcelone,.
Admire Salif Keïta, Fatoumata Diawara, Angélique Kidjo, Rosario, Azaya, Marga Mbande et Ebra. Ses lettres sont sur des enfants abandonnés ou l'inégalité des femmes, entre autres choses
En 2019, il s'est produit au Black Music Festival de Gérone et en 2020 au Vic Live Music Market, . Apparaît dans le documentaire sur Idrissa Diallo : Idrissa. Chronique de toute mort, par Xavier Artigas et Xapo Ortega (2018).

## Disques
- Saramaya (Slow Walk Music, Barcelone, 2014)
- Naka (Slow Walk Music, Barcelone, 2016)
- Barre (2017) - non officielle et pirate qui prend thèmes d'antérieurs albums.
- De Conakry à Barcelone (Kasba Music, Barcelone, 2020)